# Rhynchostegium ambiguum
Rhynchostegium ambiguum là một loài Rêu trong họ Brachytheciaceae. Loài này được (Schwägr.) W.R. Buck miêu tả khoa học đầu tiên năm 1998.